# Curimopsis japonica
Curimopsis japonica là một loài bọ cánh cứng trong họ Byrrhidae. Loài này được Arnol'di miêu tả khoa học năm 1965.